# Carrer de Vista Alegre (Vallromanes)
El Carrer de Vista Alegre és l'únic carrer del nucli de Vallromanes (Vallès Oriental) que conserva l'estructura de carrer de poble, ja que els altres són camins que comuniquen diferents àrees del terme i en els quals es van distribuint cases de forma aïllada. El carrer té dues sortides a la riera de Vallromanes. Com és característic de les poblacions, i a diferència de les masies isolades, el carener de les cases és paral·lel a la façana. Les cases són de dos pisos, sense massa interès tipològic. Construïdes en carreu de pedra poc treballat i fang, i posteriorment arrebossades. Moltes d'elles conserven l'extraordinari gruix dels murs.